# ロトシリーズ
ロトシリーズは、『ドラゴンクエストシリーズ』の中で第1作目と同じ舞台設定を持つ作品の呼称。「ロトの伝説シリーズ」などの呼称も用いられる。

## 概略
以下の作品を指す。
- ドラゴンクエスト - 第1作。かつて「アレフガルド」を救った「勇者ロト」の子孫の物語。
- ドラゴンクエストII 悪霊の神々 - 第2作。第1作の『ドラゴンクエスト』から百年後の世界を描いた作品。
- ドラゴンクエストIII そして伝説へ… - 第3作。アレフガルドにおける最初のロト伝説となる物語。
- ドラゴンクエストXI 過ぎ去りし時を求めて - 第11作。「ロト三部作」に関連していると思われる物語。

長らく『I』『II』『III』の三作品を指して「ロト三部作」「ロトの伝説三部作」とも呼ばれている。『XI』は、序曲の導入部が『I』『II』『III』のアレンジであり、尚且つ終盤の時渡りの現象によって物語としてこれら三作品と繋がると思われる。
『I』の時代に『III』の勇者が「伝説の勇者ロト」として語り継がれているように、『II』の時代においては『I』の勇者も「ロトの勇者」と呼ばれて新たな伝説になっている。さらに外伝作品『キャラバンハート』においては『II』の王子たちも「ロトの勇者たち」と呼ばれて伝説になっている。すなわちロトシリーズの主人公たちはみな「ロトの勇者」であり、「ロトの伝説シリーズ」「ロトシリーズ」という名称における「ロト」とは、「勇者ロト」（＝『III』）だけでなく、その先祖や子孫を含めた概念である「ロトの勇者」を意味する。

## 歴史

### ドラゴンクエストXI 過ぎ去りし時を求めて
「ロトゼタシア」という世界に、かつてニズゼルファという邪神と、邪神を倒そうとしたローシュという伝説の勇者がいた。ローシュは志半ばで倒れたが、ローシュの生まれ変わりであるイシの村出身の勇者（実はユグノアの王子）が、紆余曲折の末に邪神ニズゼルファを討伐する。
あるいは、イシの勇者の関与によって生まれた世界において、死の運命を辿らなかった勇者ローシュ自身が邪神ニズゼルファを討伐する。かくして「ロトゼタシア」の危機を救った勇者は、聖竜から「ロトゼタシアを救ったまことの勇者」即ち「ロトの勇者」として後世に語り継がれ、勇者が使っていた「勇者の剣・真」、勇者が命の大樹の魂に奉納した「勇者の剣・真」、ローシュが作った「勇者の剣・真」が後の世に受け継がれる事が示唆される。

### ドラゴンクエストIII そして伝説へ…
世界に突如現れた魔王バラモスを倒すべく、アリアハンの勇者オルテガが旅立った。しかしオルテガはバラモス城を目前としたネクロゴンドの火山で魔物と戦い、噴火口に落ちて消息を絶ってしまった。
それから十数年後、オルテガの子がバラモス討伐の意志を継ぎ新たな勇者としてアリアハンを旅立った。やがて勇者は世界に散らばる六つのオーブを集め、不死鳥ラーミアを復活させてバラモス城に進行、バラモス討伐を果たした。
バラモス討伐をアリアハン王に報告する折、新たな魔王・ゾーマが出現した。ゾーマによればバラモスはゾーマの手先の一匹に過ぎず、やがて世界は闇に閉ざされるという。ゾーマ討伐を新たな目的に勇者はギアガの大穴を通じてゾーマの住まう闇に閉ざされた世界・アレフガルドに向かった。
やがて勇者はゾーマ城に進行、城の中で魔物と戦う、行方不明だった父・オルテガに遭遇する。オルテガは敗れ「平和な世に出来なかった父を許してくれ」と言伝を残し死亡する。勇者は父の仇を退け、城の奥深くでゾーマと対峙、竜の女王より受け取った光の玉を使い、これの討伐に成功する。
こうしてアレフガルドは光を取り戻し、勇者はその功績により、アレフガルドに伝わるまことの勇者のあかしである「ロト」の称号を与えられ、彼（彼女）が残していった武器、防具はロトの剣、ロトの鎧として、聖なる印はロトの印として後の世に伝えられ、どこかへ去っていった。かくして勇者ロトはアレフガルドの伝説となった。

### ドラゴンクエスト
勇者ロトの活躍から数百年後、アレフガルドを治める王国ラダトームが保管していた光の玉はいずこよりか現れた「竜王」に奪われた。これにより魔物の封印が解け、またラダトーム王女・ローラ姫も魔物にさらわれた。多くの者が竜王討伐のため旅立ったが、いずれも失敗に終わった。そんなある時、予言者ムツヘタはロトの血を引く勇者の出現を予言。予言通り勇者は王国に現れ竜王討伐のため旅立った。
やがて勇者は沼地の洞窟に向かい、門番のドラゴンを倒して幽閉されていたローラを助け出す。さらに竜王の城がある魔の島に赴き、竜王討伐に成功。ラダトーム国王より王位の禅譲を持ちかけられるものの、「自らの国は自らで探す」とこれを辞退。慕ってくれるローラと共に新天地を求めて大海原を渡って行った。

### ドラゴンクエストII 悪霊の神々
海を渡った勇者は辿り着いた新天地でローレシアという国を築いた。ローラとの間に三人の子をもうけた勇者は、子供たちのために国をローレシア、サマルトリア、ムーンブルクの三つに分けた。そして三ヶ国はロトの姉妹国として共に発展していった。
それから百年後、ムーンブルクが魔物の軍団に襲われたとの凶報がローレシアへ届く。元凶である邪教の大神官・ハーゴンを討伐するためローレシアの王子が城を旅立った。王子はサマルトリアの王子との合流を果たし、邪教の呪いで犬の姿にされたムーンブルクの王女を救い出す。
やがて三人は海を渡り、先祖の地アレフガルドへ向かう。かつての竜王の城にて竜王のひ孫と出会い、5つの紋章を集めれば精霊ルビスの加護が得られることを聞く。紋章を集めルビスの加護を得た三人はハーゴンの神殿のある雪原地帯・ロンダルキア台地に進行、大神官ハーゴン、そして邪教徒たちの信仰する破壊神シドーを討ち滅ぼす。
凱旋して間もなく、ローレシア王子はその功績を讃えられ、父王より王位を譲り受けるのであった。

## 各作品の繋がり
- 『III』では、ラダトーム地方からマイラ地方へは陸続きになっておらず、行くには船が必要だった。逆にメルキド地方とリムルダール地方は陸続きになっており、「聖なるほこら」のある場所には橋が架けられていなかった。
- 『II』には、前作『I』の最終ボスである竜王の子孫として竜王のひ孫が登場する。彼は廃墟となったかつての竜王の城に居を構えており大神官ハーゴンの討伐を目指すロトの子孫たちの協力者となる。その祖先は『III』に登場した竜の女王である[5][6]。ただし竜王と竜の女王が直接の親子関係であるかどうかは定かでない。竜王がラダトーム王家から奪った光の玉は、自らを神の使いと称する[7][8]竜の女王が死の間際にロトに託したものである。
- 『III』のマイラ地方の海岸沿いではリムルダール地方との間にある海峡を結ぶためにトンネルが掘り進められている。このトンネルがのちの『I』の時代にローラ姫が幽閉される「沼地の洞窟」である。
- 『III』のメルキドに滞在している吟遊詩人の「ガライ」がロトとの出会いののちに故郷の地で新たな町を興した。それが『I』に登場する「昔語りの町」と言われる「ガライの町」である[9]。
- 『I』のラダトームの町には呪いをとくための研究に励む老人が住んでいる。彼はそれから百年後の『II』でも同地で研究を続けている。最古の時代である『III』のラダトームの町にも「呪いをとく勉強をしている」という少年がいる。
- 『I』の「まほうのカギ」は『III』のリムルダールの町の北西にいる老人がロトの所持していた『魔法の鍵』を模造したものである。本来の魔法の鍵は何度でも使用可能だが彼のまほうのカギは一度使うと壊れてしまう粗悪品になってしまった。なお、『III』ではリムルダールの当該箇所にいる男性に魔法の鍵を持った状態で話すと、鍵を見せて欲しいという旨の特殊な台詞が聞ける。
- 『I』に登場する装備品である「戦士の指輪」は、ロトの仲間だった戦士[注釈 4]のものとされている[10]。
- 『I』では魔物に襲われて廃墟となっているドムドーラであるが、『III』では廃墟となる数百年前の町として存在する。『III』の時代にゆきのふの生家（武器屋）があった箇所では、数百年後の『I』の時代で「あくまのきし」が「ロトのよろい」を見張っている。
- 『I』に登場する城塞都市メルキドを侵入者から守っている「ゴーレム」は『III』の研究者が作り上げた石人形である。もともとは町の番人として作られたものの、『I』の時代では完全に暴走し、人間も魔物も区別なく襲い掛かるようになってしまっており、勇者の手で倒された。こうして町の番人を失ったメルキドは、それが直接の原因かどうかは定かでないが、『II』の時代では滅びて影も形もなくなってしまう（メルキドだけでなく、ラダトーム以外の町は全て影も形も無くなっているが）。
- 『II』および『III』において「ラーのかがみ」が登場するが、『III』のサマンオサの洞窟で見つけたものを『II』のムーンブルク地方へ持ち出したかどうか（同一のものであるか）は定かではない。
- 『II』のローレシア地方とムーンブルク地方を分かつ「ローラの門」の名は、『I』の勇者の妻であるローラ姫に因んだものである[11]。
- 『III』HD-2D版において、竜の女王の城にいる大神官の本名はハーゴンであることが明かされた。

## ロト三部作と同じ世界を描いた作品
上の「ロト三部作」の関係などのみを記載。作品の詳細はそれぞれの記事を参照。

### ゲーム作品
ドラゴンクエストモンスターズ キャラバンハート
『II』より遥か長い年月が経った世界であるとされている。『II』のロトの子孫たちも世界の創造者である精霊ルビスも消息不明になったとされており、かつてのロト伝説は人々の記憶からほとんど忘れ去られている。アレフガルドに至っては海の底に沈没している。
ドラゴンクエストビルダーズ アレフガルドを復活せよ
竜王の罠によって『I』の勇者が姿を消し、荒廃してしまったアレフガルドが舞台。そのため、『II』などには繋がらないか「if（もしも）の歴史」もしくはパラレルワールドになっている。
ドラゴンクエストビルダーズ2 破壊神シドーとからっぽの島
『II』より遥か遠い年月が経った世界観となっており、ハーゴン教団に破壊された世界観である。

#### リメイク作品
剣神ドラゴンクエスト 甦りし伝説の剣
『I』のリメイク作品。
ドラゴンクエストI・II
『I』と『II』のリメイク作品。
スーパーファミコン（ゲームボーイ） ドラゴンクエストIII そして伝説へ…
『III』のリメイク作品。
ドラゴンクエスト25周年記念 ファミコン&スーパーファミコン ドラゴンクエストI・II・III
オリジナル版とリメイク（スーパーファミコン）版を完全収録。

### 漫画作品
ドラゴンクエスト列伝 ロトの紋章
『III』と『I』の間を描いた作品。コミックCDとしてラジオドラマ化。
ドラゴンクエスト列伝 ロトの紋章 紋章を継ぐ者達へ
『ロトの紋章』の20年後を描いた作品。
DQI秘伝 竜王バリバリ隊
『I』と同時代を別の視点から描いた作品。
4コマクラブ傑作集 ロトの章
「ロト三部作」を題材にした4コマ漫画。

### ドラマCD
CDシアター ドラゴンクエストI
『I』と同時代を別の視点から描いた作品。
CDシアター ドラゴンクエストII
『II』と同時代を別の視点から描いた作品。
CDシアター ドラゴンクエストIII
『III』と同時代を別の視点から描いた作品。

### ゲームブック
ゲームブックドラゴンクエスト
『I』と同時代を別の視点から描いた作品。
ゲームブックドラゴンクエストII
『II』と同時代を別の視点から描いた作品。
ゲームブックドラゴンクエストIII
『III』と同時代を別の視点から描いた作品。

### 小説作品
ドラゴンクエスト 精霊ルビス伝説
ルビスが、アレフガルドを創造する以前を描いた作品。
小説ドラゴンクエストシリーズ

小説ドラゴンクエスト
『I』と同時代を別の視点から描いた作品。
小説ドラゴンクエストII
『II』と同時代を別の視点から描いた作品。
小説ドラゴンクエストIII
『III』と同時代を別の視点から描いた作品。

### その他の書籍
ドラゴンクエストIII 知られざる伝説
カンダタ、ロマリア王、サイモン、オリビアなどのキャラクターに関するエピソードを描いた作品。
モンスター物語
スライムやキメラなど、モンスターの出生やエピソードなどを描いた作品。
アイテム物語
アイテムの由来やそれにまつわるエピソードを描いた作品。

### 実写作品
バレエ「ドラゴン・クエスト」
「ロト三部作」を題材にしたバレエ作品。
ドラゴンクエスト ファンタジア・ビデオ
「ロト三部作」を題材にしたビデオ作品。

## その他のドラゴンクエストシリーズとの関係

### ゲーム作品
ドラゴンクエストVIII 空と海と大地と呪われし姫君
『VIII』に登場する神鳥レティスが、異世界ではラーミアと呼ばれていたことを明らかにする。繋がりを持たないとされた各作品が、異世界として存在しうることが示唆された。
レティスのデザインはSFC版『III』で書き下ろされた新規デザインと異なる独自のデザインになっており、Wii版『I・II・III』のオープニングムービーでも本作のデザインが採用されている。
ドラゴンクエストIX 星空の守り人
隠しボスとして『I』から竜王、『II』からアトラスとシドー、『III』からバラモスとゾーマが登場。また「リッカの宿屋」のゲストとして『II』の仲間2人が登場。

### 漫画作品
ドラゴンクエストモンスターズ+
「ロト三部作」の世界ではないが、『I』、『II』に限りなく近い世界が登場している。